# Mulay Muhammad III
Mulay Muhàmmad III ibn Abd-Al·lah (àrab: محمد الثالث بن عبد الله, Muḥammad b. ʿAbd Allāh) fou un sultà del Marroc de la dinastia alauita. Era fill de Mulay Abd Al·lah ibn Ismaïl al-Khatib, que havia estat proclamat i deposat fins a sis vegades.
Mulay al-Mustadi ibn Ismail fou deposat l'octubre de 1748 i Mulay Muhammad III ibn Abd Allah, governador de Marràqueix, fou posat al tron, però aquest quan va tenir el control, va restaurar per sisena vegada al seu pare Abd Allah ben Ismail, que llavors va governar fins a la seva mort el 10 de novembre del 1757. En tot aquest període va cooperar amb el pare en el govern sent el verdader governant.
Muhammad III va ser proclamat sultà oficialment el 10 de novembre de 1757 al morir el seu pare i va aconseguir posar orde després del període d'anarquia que s'havia viscut. Va sotmetre els amazics rebels. Va promoure el comerç exterior amb la idea de procurar-se oper aquest mitja un finançament important, i va signar tractats comercials amb Dinamarca, Suècia, Anglaterra i França. Va cridar al seu estat a comerciants estrangers pels que va refundar la vila de Mogador (Essaouira) el 1764. També va construir la vella medina de Casablanca (Derb Tazi) i va renovar la kasbah de Marraqueix. No obstant la fiscalitat imposada al comerç era massa alta i les seves mesures no van tenir tot l'èxit que podia haver aconseguit; la penetració (comercial) europea fou limitada.
El 1765 va fer una expedició a Larraix i el 1769 va ocupar Mazagan als portuguesos (última possessió d'aquests al país). En canvi el setge de Melilla el 1774 va fracassar per manca de la promesa ajuda anglesa. El 1777 Marroc fou el primer país que va reconèixer la independència dels Estats Units.En 1780 va signar el Tractat d'Aranjuez que reconeixia la titularitat de l'Imperi Espanyol sobre la plaça de Melilla.
Muhammad III no va tenir cap capital determinada i es va mantenir itinerant d'una ciutat a altra, però es va fer construir un palau a Rabat que per primer cop i per un temps pot ser considerada capital de l'estat.
Durant el seu regnat es va revoltar el seu fill al-Yazid el 1769, el 1771 i el 1775 sent sempre perdonat; al-Yazid era el segon fill, però el gran, Abul Hasan Mulay Ali ibn Muhammad va premorir el 1783 i això el va fer hereu.
Muhammad III Va morir a Salé el 9 d'abril de 1790 i al-Yazid (Mulay Yazid) va pujar al tron dos dies després. Fou enterrat a Salé a la tomba de Sidi Muhammad ibn Abd Allah. Va deixar 21 fills mascles.